# Theobald Michau

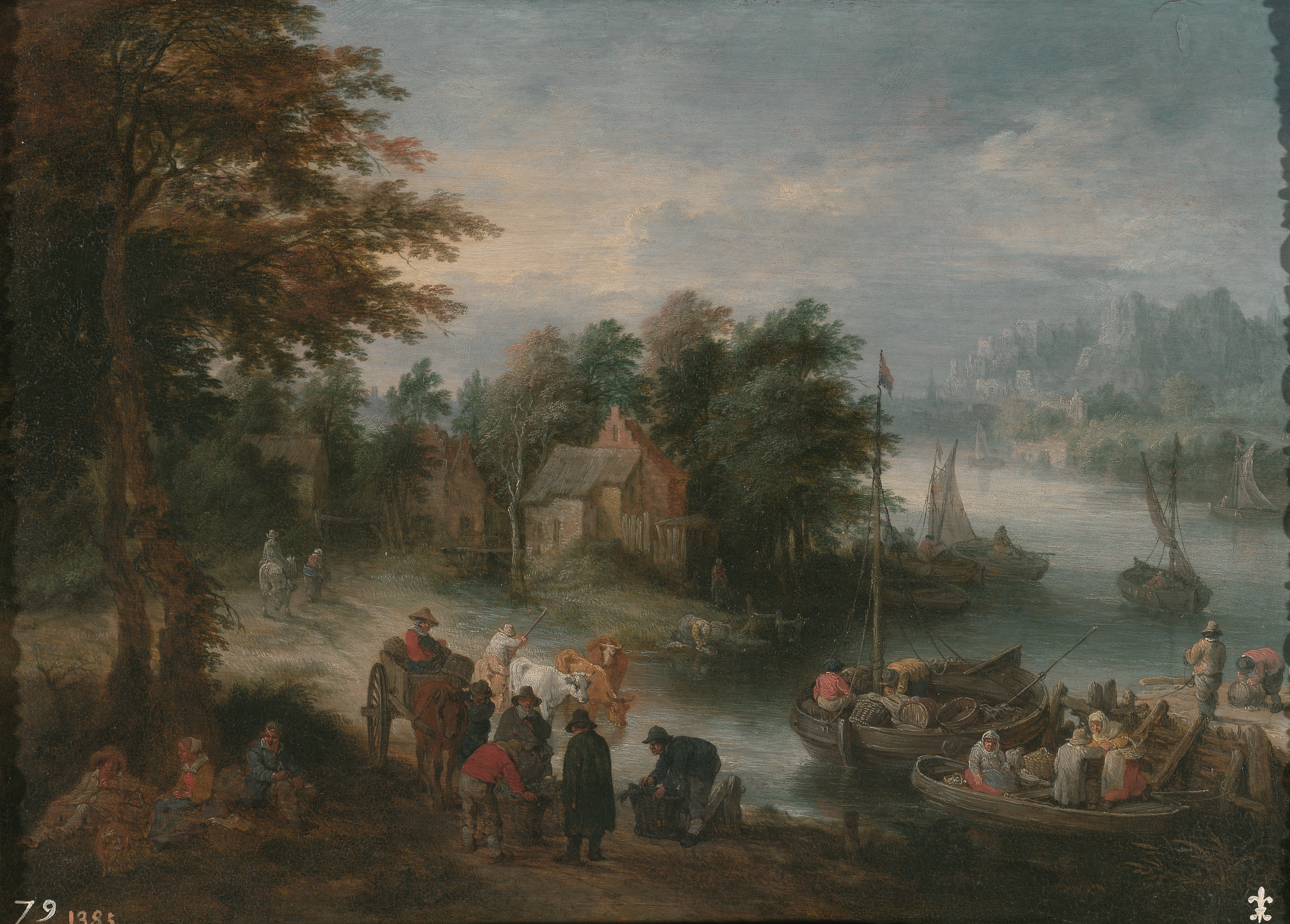
Río con gente y ganado, óleo sobre tabla, 29 x 40,7 cm, Madrid, Museo del Prado.

Theobald Michau (Tournai, 1676-Amberes, 1765) fue un pintor barroco flamenco, especializado en pequeños paisajes de gabinete.

## Biografía
Discípulo de Lucas Achtschellinck en Bruselas, donde residió entre 1686 y 1698, en 1710 se inscribió en el gremio de San Lucas de Amberes, donde fijó su residencia hasta su muerte. A pesar de la distancia temporal, puede ser considerado el mejor seguidor en el siglo XVIII del estilo analítico y minucioso de Jan Brueghel de Velours, que seguía siendo muy demandado, con una paleta más clara y alegre, como correspondería al cambio de centuria, y los mismos temas del mundo rural y campesino popularizados por David Teniers el Viejo.